# Wholecoiner
Als Wholecoiner (übersetzt "Ganzmünzler") werden Personen bezeichnet, welche Eigentümer von Wallets bzw. Netzwerkadressen sind, welche mindestens eine oder mehrere Bitcoin beinhalten. Der Begriff prägte sich, da es weltweit nur rund 21 Millionen verfügbare Bitcoin geben wird, und es demnach rein theoretisch weltweit nur maximal 21 Millionen Wholecoiner geben kann.
Im Juni 2022 stieg die weltweite Anzahl von Wholecoinern auf ein neues Allzeithoch in Höhe von 800.000 Wallets bzw. Netzwerkadressen, welche eine oder mehrere Bitcoin beinhalten.